# Senbutudoiulus platypodus
Senbutudoiulus platypodus är en mångfotingart som beskrevs av Miyosi 1957. Senbutudoiulus platypodus ingår i släktet Senbutudoiulus och familjen Mongoliulidae. Inga underarter finns listade i Catalogue of Life.